# Pfannenwagen

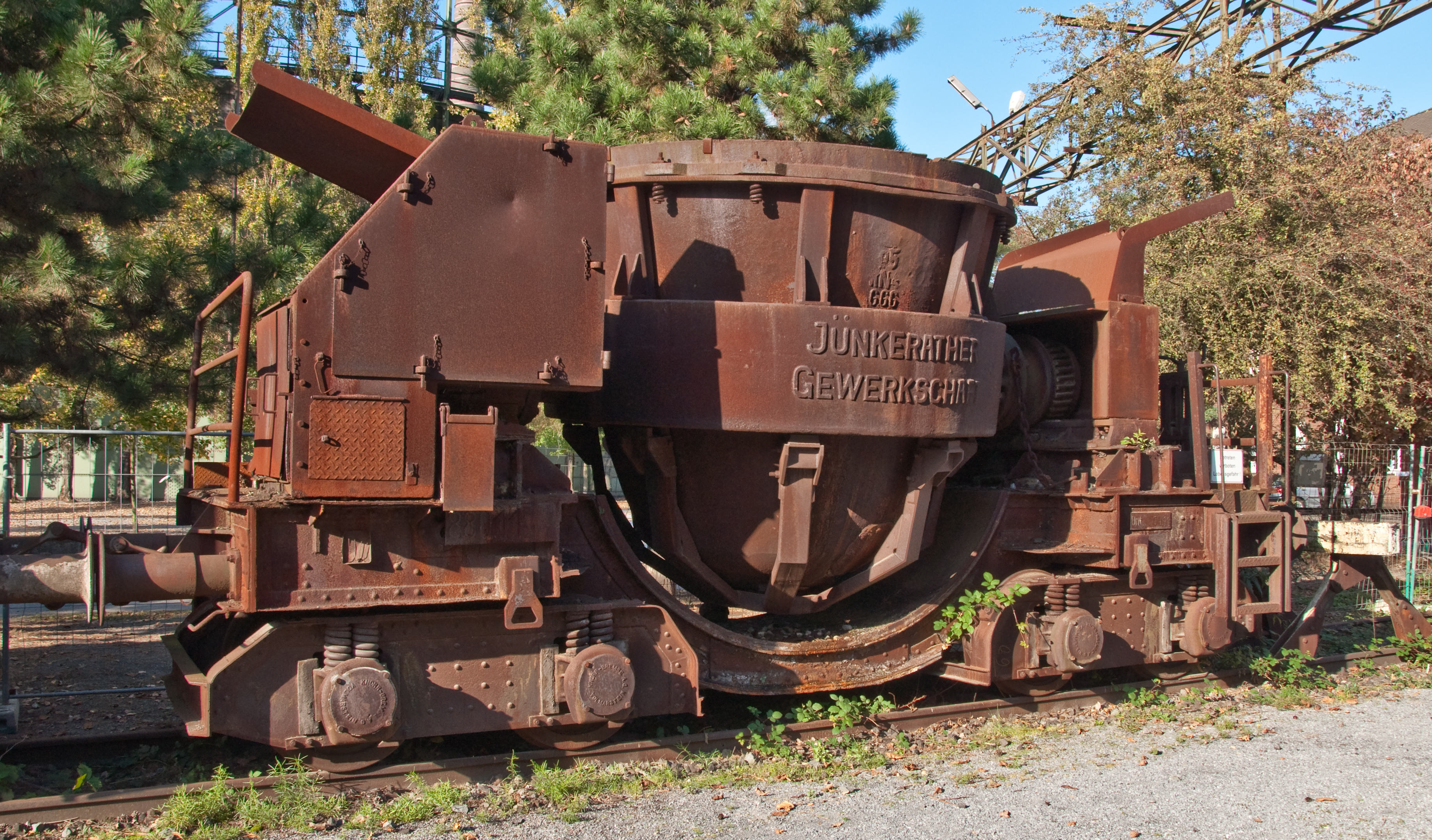
Pfannenwagen im Landschaftspark Duisburg-Nord

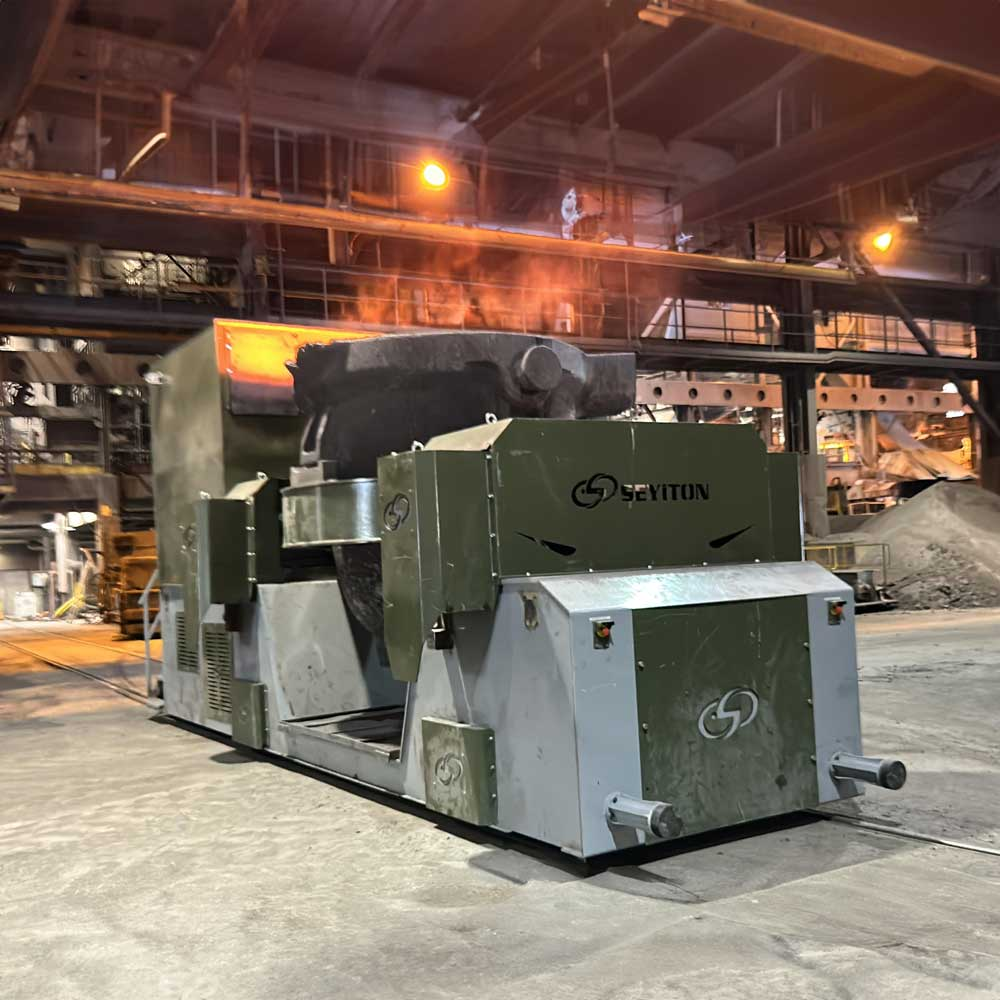
Pfannentransportwagen in Metallgießerei

Ein Pfannenwagen ist ein spezieller Eisenbahnwagen, der für den Transport von flüssigem Roheisen bestimmt ist. Der Name Pfanne leitet sich von dem Behälter ab, in dem ursprünglich das Roheisen aus dem Hochofen aufgefangen wurde, vgl. Gießpfanne. Dies war eine flache Schale, damit das Abstichloch des Hochofens nicht unnötig hoch platziert werden musste.
Die heutigen Hochöfen besitzen hingegen eine untere Etage, durch die direkt Eisenbahnzüge fahren können. Das Roheisen rinnt dabei während des Abstichs in die bereitgestellten Pfannenwagen, die heute mehr die Form von Töpfen oder Zigarren (sogenannte Torpedowagen, siehe nächsten Abschnitt) besitzen.
In den Wagen wird das noch flüssige Roheisen zur Weiterverarbeitung in die Gießerei (Grauguss) oder zum Konverter (siehe Stahlerzeugung) befördert.
Damit das 1.400 °C heiße Roheisen beim Transport nicht zu sehr abkühlt und die Wagen nicht beschädigt werden, sind die Pfannen im Inneren doppelwandig mit Schamottesteinen ausgekleidet. Die topfförmigen Pfannenwagen werden mit einem Deckel abgedeckt.
Bei Fahrten außerhalb der Werksgelände werden zwischen die Pfannenwagen häufig leere Flachwagen als Abstandshalter in die Zugkomposition eingefügt, um eine zu hohe Flächenbelastung auf Brücken zu vermeiden. Auf den Werksgeländen werden Brücken möglichst vermieden bzw. ausreichend stark ausgelegt.

## Torpedowagen
Der Torpedowagen (auch Torpedopfannenwagen oder Roheisenmischerwagen genannt) ist ein Pfannenwagen, dessen Pfanne (der Roheisenmischer) eine an einen Torpedo erinnernde Form hat: ein langgestreckter Behälter mit rundem Querschnitt zwischen zwei Drehgestellen. Dieser Roheisenmischer kann mittels eines im Stahlwerk aufgestellten Antriebs, der in die Mechanik des stehenden Wagens eingreift, gedreht werden, um ihn zu entleeren. Es gibt auch Torpedowagen mit eigenem Drehmotor.
Die Wagen haben außer dem Behälter selbst keinen Rahmen zwischen den Drehgestellen, damit der Behälter möglichst groß dimensioniert werden kann. Torpedowagen sind teilweise wegen ihrer übergroßen Fahrzeugbegrenzungslinie nur auf Gleisabschnitten innerhalb des Hüttenwerks einsetzbar.
Ein typischer Torpedowagen fasst zwischen 160 und 320 Tonnen flüssigen Eisens; ein Zug besteht aus vier bis sechs solcher Wagen.
Torpedowagen lassen sich fest verschließen und können das Eisen wesentlich länger flüssig halten (bis zu 30 Stunden) als normale Pfannenwagen.

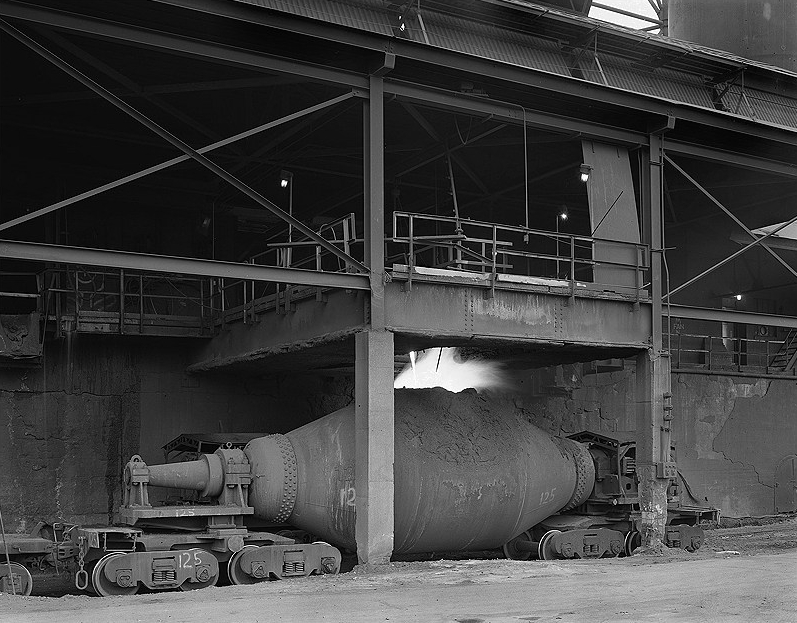
Torpedowagen bei der Befüllung
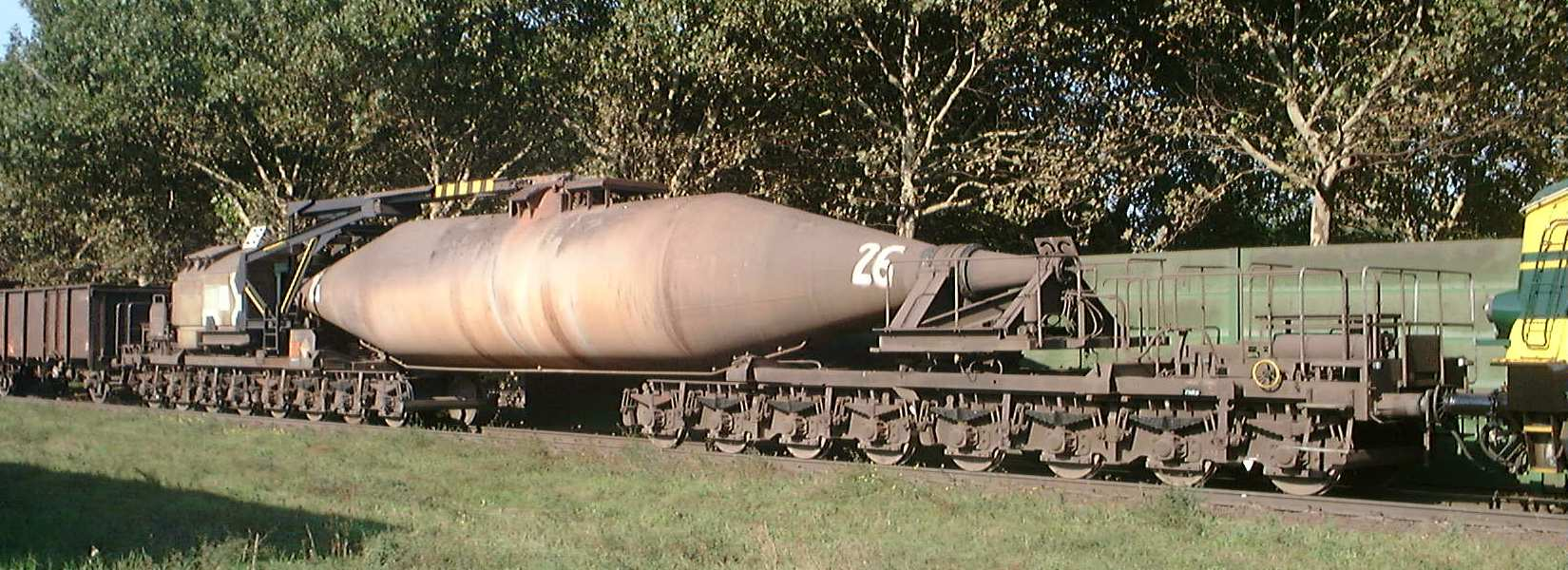
Torpedowagen in der Vorheizstation
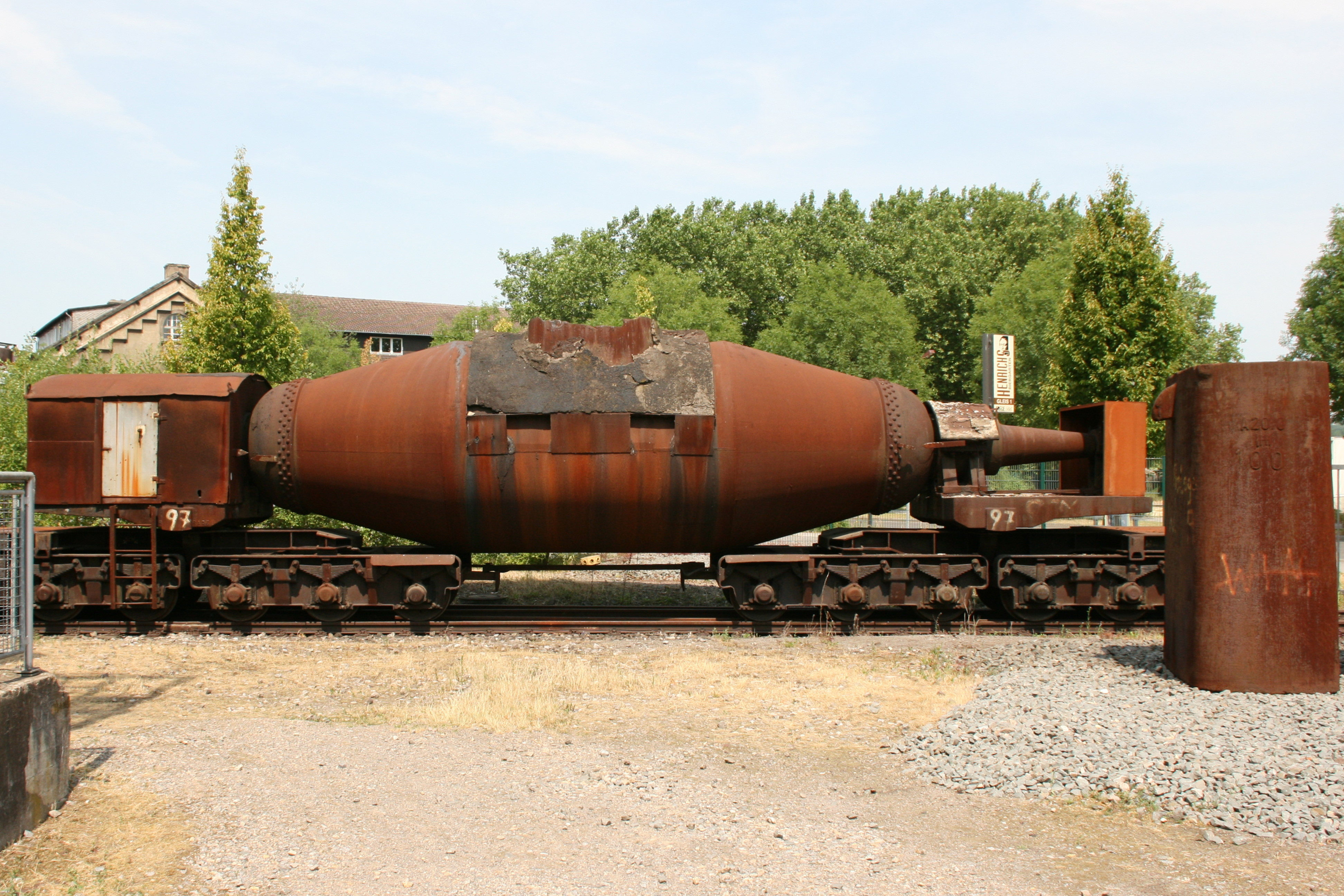
Torpedowagen der Henrichshütte